# Dipartimento dell'Alto Paraguay
Il dipartimento dell'Alto Paraguay è il diciassettesimo dipartimento del Paraguay; è situato nella parte nord-occidentale del paese.

## Divisione politica
Il dipartimento è diviso in 4 distretti: 
| Distretto       | km²    | Abitanti (2002) |
| --------------- | ------ | --------------- |
| Bahía Negra     |        |                 |
| Carmelo Peralta |        |                 |
| Fuerte Olimpo   | 54.592 | 5.029           |
| Puerto Casado   | 22.418 | 6.558           |

## Geografia fisica
Il territorio consiste in un esteso altopiano situato a circa 300 m s.l.m. e dominato dal fiume Paraguay e dai suoi numerosi affluenti alcuni dei quali navigabili. Questi formano numerosi laghi salmastri. Il terreno è secco per quasi tutto il tempo dell'anno; alla prolungata siccità seguono spesso piogge torrenziali ed allagamenti.
Il clima è tropicale.

### Confini
Il dipartimento confina a nord con la Bolivia; il fiume Paraguay lo separa inoltre dal Brasile a nord e a est, mentre a sud lo circondano i dipartimenti di Presidente Hayes e di Boquerón, che si estende fino al suo margine occidentale.

## Storia
Il territorio dipartimentale è rimasto a lungo privo di insediamenti stabili a causa della presenza di tribù nomadi di indigeni bellicosi. Nel 1790 fu fondato il presidio militare di Fuerte Borbón a poca distanza dal fiume Paraguay, con lo scopo di arrestare l'espansione dei portoghesi nella zona; dopo l'indipendenza paraguaiana il forte fu rinominato Fuerte Olimpo.
Al termine della guerra della Triplice Alleanza il governo favorì lo stanziamento nel luogo di imprese private dedite alla produzione di tannino e all'allevamento.

### Il dipartimento
La prima legge di divisione territoriale del paese creò nel 1906 la "Regione Occidentale", posta sotto amministrazione militare. Nel 1945 l'intera regione fu suddivisa in 3 dipartimenti, che divennero 5 nel 1973; nel 1992 il "dipartimento del Chaco" fu inglobato nel "dipartimento dell'Alto Paraguay", che tornò ai confini del 1945.

## Economia
L'attività economica prevalente è l'allevamento. Nel dipartimento non si trovano industrie mentre negli ultimi anni vi è stato un incremento dell'attività turistica da parte di brasiliani che vi si recano a praticare la pesca sportiva. 
La popolazione è composta al 20% da indigeni.

## Parchi nazionali
La grande varietà ambientale del dipartimento ha stimolato la creazione di diversi parchi nazionali, ciascuno con caratteristiche proprie.
Il "Parco Nazionale Defensores del Chaco", il più esteso del paese, contiene al suo interno il massiccio montuoso del Cerro León e i territori del popolo indigeno degli ayorei. Sul suolo, per lo più arido, si trovano diverse specie di flora autoctona. Tra le specie animali presenti si contano il tagua, il jaguarondi, l'armadillo gigante e l'ocelot.
Il "Parco Nazionale Rio Negro" invece abbraccia un territorio composto da laghi e acquitrini che offrono riparo ad uccelli, anfibi e yacaré (Caiman yacare).